# Gottseidank, es ist Freitag
Gottseidank, es ist Freitag (Originaltitel: Thank God it’s Friday) ist ein US-amerikanischer Musikfilm aus dem Jahr 1978.

## Handlung
In der Diskothek Zoo in Hollywood findet in einer Freitagnacht ein Tanzwettbewerb statt. Der Wettbewerb wird dadurch behindert, dass die Commodores auf ihre Musikinstrumente warten müssen.

## Produktion
Gottseidank, es ist Freitag wurde in der Diskothek Osko’s in Beverly Hills gedreht. Die Produktion kostete Casablanca FilmWorks rund zwei Millionen Dollar und spielte etwa das Dreifache ein.
Die Welturaufführung war am 19. Mai 1978, die deutsche am 31. August 1978. Vertrieben wurde Gottseidank, es ist Freitag von Columbia Pictures. Die Veröffentlichung auf DVD war am 4. April 2006.

## Synchronisation
Gottseidank, es ist Freitag wurde von der Berliner Synchron synchronisiert. Dialogregie hatte Arne Elsholtz, von dem auch das Dialogbuch stammt. Als Synchronsprecher waren unter anderem Thomas Danneberg (er synchronisierte die Rolle des Tony DiMarco, gespielt von Jeff Goldblum) und Gertie Honeck (Mandy, Robin Menken).

## Kritiken
Das Lexikon des internationalen Films beschrieb den Film als einen „bunte[n], hektische[n] Bilderbogen‘“, der die Möglichkeit zur „kritischen Analyse“ verpasst habe. „Für Disco-Fans“ sei er „gerade annehmbar“.
Fred Beldin fand den Film zwar „etwa so hirntot wie eine durchschnittliche Folge von Love Boat“, aber dennoch unterhaltsam, besonders für jene, die sich gerne an die späten 1970er Jahre erinnern. Roger Ebert machte sich über den Film lustig. So beginnt er seine Inhaltsangabe mit „Er handelt von Frannie und Jeannie und Mary und Bobby Speed und […] Dave und Sue und Tony und Maddie und Jennifer und Ken und Carl und Jackie und Gus und Shirley und Floyd und den Commodores, die sich selbst spielen, und Donna Summer als Nicole“. Nachdem dies kurz etwas weiter ausgeführt ist, schreibt er „Und wissen Sie, was das Problem mit ‚TGIF‘ ist? Wenn man ihn beschreibt, klingt er nach viel mehr Spaß, als man ihn beim Ansehen hat.“

## Auszeichnungen
Paul Jabara erhielt in der Sparte „Bester Originalsong“ auf der Oscarverleihung 1979 den Oscar und in der Sparte Best Original Song – Motion Picture den Golden Globe Award für das Lied Last Dance. Der Song war einer von 400 Titeln, die für die Liste AFI’s 100 Years … 100 Songs des American Film Institute nominiert waren.